# Bumbanortyx
Bumbanortyx è un genere estinto di uccelli appartenente all'ordine dei Galliformes, vissuto durante l'Eocene inferiore nella zona oggi corrispondente alla Mongolia meridionale. L'unica specie nota è Bumbanortyx transitoria. 

## Descrizione
Bumbanortyx era un piccolo uccello galliforme, con tratti anatomici che mostrano un mosaico di caratteristiche condivise sia con la famiglia Gallinuloididae sia con la più avanzata Quercymegapodiidae. Si distingue per il suo coracoide con una grande cotyla scapularis dorsale e per un processo acrocoracoideo prominente, simile a quello di Quercymegapodius. Tuttavia, mantiene anche un processo procoracoideo, più tipico dei Gallinuloididae.
Il tratto più distintivo di Bumbanortyx è la struttura del caput humeri, che è stretto e privo di espansione ventrale, a differenza della maggior parte dei galliformi conosciuti. Questa caratteristica, condivisa con alcuni uccelli fossili dell'Eocene belga, suggerisce che Bumbanortyx possa appartenere a un gruppo distinto a livello di famiglia.
Il tarsometatarso presenta affinità con quello di Argillipes aurorum, ma differisce per la forma dell’ipotarso e la presenza di un'inflessione mediale del margine osseo. La struttura generale di Bumbanortyx suggerisce una posizione evolutiva intermedia tra i galliformi primitivi e quelli più derivati.

## Classificazione
Bumbanortyx transitoria è stato descritto nel 2021 da Nikita V. Zelenkov sulla base di fossili ritrovati nella Formazione di Naran-Bulak, località di Tsagaan-Khushuu, nel membro Bumban, da cui prende il nome. La scoperta di Bumbanortyx contribuisce alla comprensione dell'evoluzione dei Galliformes durante l'Eocene, mostrando una transizione tra forme primitive e più evolute. Le sue caratteristiche uniche indicano la possibilità dell'esistenza di una linea evolutiva a parte tra gli uccelli galliformi del Paleogene.